# لشچکا دوژا
لشچکا دوژا (به لاتین: Leszczka Duża) یک روستا در لهستان است که در گمینا پرلیوو واقع شده‌است.